# Leonid Timofeïev
Leonid Ivanovitch Timofeïev (Леони́д Ива́нович Тимофе́ев), né le 23 décembre 1903/5 janvier 1904 à Moscou et mort le 13 septembre 1984 à Moscou, est un spécialiste de littérature, théoricien de la littérature et traducteur russe. Il est docteur en sciences philologiques en 1940.

## Biographie
Le père de Timofeïev est petit fonctionnaire à l'administration de la ville de Moscou, puis après 1919 à l'instruction populaire; il meurt en 1924. Timofeïev naît avec les jambes paralysées et toute sa vie se sert de béquilles. Il suit pendant l'année 1921-1922 des cours à l'institut de journalisme de Moscou et sur la recommandation de Vladimir Fritsche entre à l'institut supérieur des belles-lettres, dont il est diplômé en 1925. En 1928, il est aspirant (plus ou moins équivalent à assistant) de l'institut de langue et de littérature de l'Association russe des instituts de recherche en sciences sociales (supprimée en octobre 1930).
Il enseigne à l'institut des professeurs rouges, à l'institut de philosophie, de littérature et d'histoire de Moscou (MIFLI), à l'université d'État de Moscou. Entre 1941 et 1970, il dirige le département de littérature soviétique de l'institut de littérature mondiale de l'Académie des sciences d'URSS. Il est nommé membre-correspondant de l'Académie des sciences d'URSS en 1958, membre effectif de l'académie des sciences pédagogiques de RSFSR (en 1947), appelée après 1966 Académie des sciences pédagogiques d'URSS. Il est membre de l'Union des écrivains soviétiques.
Il tient un Journal pendant la Grande Guerre patriotique qui a été publié en l'an 2002.

### Famille
Léonide Timofeïev est le frère de Viatcheslav et Boris Timofeïev qui s'engagent dans l'armée blanche de Dénikine et meurent en émigration. Sa sœur, Zinaïda, est diplômée de la faculté de droit de l'université de Moscou avant la Révolution et a travaillé toute sa vie comme institutrice et a habité toute sa vie chez son frère Léonide, l'aidant à élever ses enfants.
Il épouse Sofia Ivanovna Leoucheva (1898-1974) qui travaille dans le même domaine que lui.

## Distinctions
- Trois ordres du Drapeau rouge du Travail (10 juin 1945; …; 4 janvier 1984)
- Ordre de l'Amitié des peuples
- Ordre de l'Insigne d'honneur
- Médailles
- Prix Lomonossov (1958)

## Quelques publications
Livres
- Проблемы стиховедения: Материалы к социологии стиха. [Problèmes de versification : matériaux pour la sociologie du vers]. Moscou: éd. Федерация, 1931. 227, [5] pages.
- Теория стиха. [Théorie du vers]. Moscou: éd. Гослитиздат, 1939. 232 pages.
- Теория литературы. Основы науки о литературе: [Учебник для педагогических вузов и университетов]. М.: Учпедгиз, 1945. 328 pages. (2-е изд., доп. 1948. 384 pages.).
- Проблемы теории литературы. [Problèmes de la théorie de la littérature]. Moscou: éd. Учпедгиз, 1955. 302 pages.
- Очерки теории и истории русского стиха. [Essais sur la théorie et l'histoire du vers russe]. Moscou: éd. Гослитиздат, 1958. 415 pages.
- Основы теории литературы [Principes fondamentaux de la théorie littéraire]: [Учебное пособие для университетов и педагогических институтов] Manuel pour les universités et les instituts pédagogiques. Moscou: éd. Учпедгиз, 1959. 447 pages. (5е éd., revue et corr. Moscou: éd. Просвещение, 1976. 448 pages.).
- Советская литература: Метод, стиль, поэтика. [La Littérature soviétique: méthode, style, poétique]. Moscou: Советский писатель [L'Écrivain soviétique], 1964. 523 pages.
- По воле истории. [Au gré de l'histoire]. Moscou, 1979.
- Слово в стихе. [Le Mot en vers]. Moscou: éd. Советский писатель [L'Écrivain soviétique], 1982. 342 pages. (2е éd., revue et corr. en 1987. 420, [2] pages.).

Articles
- Советская литература и художественный прогресс [Littérature soviétique et progrès artistique] // Новый мир. 1973, n° 11.